# المقيبرة (الملاح)

تعديل مصدري - تعديل

المقيبرة هي إحدى قرى عزلة الملاح بمديرية الملاح التابعة لمحافظة لحج، بلغ تعداد سكانها 103 نسمة حسب تعداد اليمن لعام 2004.